# Điện gió Bình Thạnh
Điện gió Bình Thạnh, trước đây gọi là Điện gió Tuy Phong, là nhà máy điện gió xây dựng tại vùng đất xã Bình Thạnh, huyện Tuy Phong, tỉnh Bình Thuận, Việt Nam.
Điện gió Bình Thạnh khởi công năm 2008. Tháng 4 năm 2012 đã hoàn thành giai đoạn 1 dự án có 20 turbine gió với tổng công suất lắp máy 30 MW. Mỗi năm dự án sản xuất 85 triệu kWh điện và giảm phát thải hàng năm 58.000 tấn CO2 .
Toàn bộ dự án có 80 tua-bin với tổng công suất lắp máy 120 MW. Vào năm 2012, là nhà máy điện gió lớn nhất Đông Nam Á.

## Công trình liên quan
Tại huyện Tuy Phong còn có Điện gió Phú Lạc 11°13′34″B 108°41′41″Đ / 11,226099°B 108,69478°Đ ở thôn Lạc Trị xã Phú Lạc, có công suất lắp máy 24 MW, khởi công ngày 27 tháng 7 năm 2015, đã hoàn thành ngày 19 tháng 9 năm 2016.
Điện gió Bình Thạnh là nhà máy được xây dựng đầu huyện Tuy Phong, nên tên ban đầu là Điện gió Tuy Phong. Khi xuất hiện Điện gió Phú Lạc thì Điện gió Tuy Phong được gọi là Điện gió Bình Thạnh.

## Sự cố
Lúc 7 giờ sáng ngày 5/1/2020 đã xảy ra sự cố làm một trụ điện gió trị giá 70 tỉ đồng cháy rụi, là sự cố đầu tiên dạng này xảy ra ở Việt Nam nên cơ quan điều tra chỉ khám nghiệm hiện trường.